# Отношения ДР Конго и Индии
Отношения Демократической Республики Конго и Индии — двусторонние дипломатические отношения между Демократической Республикой Конго (ДРК) и Индией.

## История
Индия открыла своё посольство в Киншасе в 1962 году, став одной из первых стран, открывших дипломатическое представительство в ДРК.
8—9 апреля 2008 года президент Демократической Республики Конго Жозеф Кабила посетил Индию для участия в Первом саммите Форума Индия-Африка. Он также провёл двустороннюю встречу с премьер-министром Индии Манмоханом Сингхом.

## Экономические отношения
Двусторонняя торговля между ДРК и Индией в 2015—2016 годах составила 415,39 млн $. Основными товарами, импортируемыми Индией из ДРК, являются минеральное топливо, минеральные масла, медь, натуральный или культивированный жемчуг, драгоценные или полудрагоценные камни, семена масличных культур и оливки, а также различные зёрна. Основными товарами, экспортируемыми Индией в ДРК, являются фармацевтическая продукция, транспортные средства, электрические машины и оборудование, ядерные реакторы и котлы, а также изделия из железа и стали.
Правительство Индии предложило помощь ДР Конго в развитии горнодобывающей промышленности.

## Индийские миротворцы в ДРК
Войска индийских гуркхов служили в составе миротворческой миссии Операции Организации Объединённых Наций в Конго в 1960—1962 годах, направленной на подавление восстания в провинции Катанга. По состоянию на декабрь 2016 года около 4500 индийских военнослужащих, военных наблюдателей и полицейских были размещены в стране в составе МООНСДРК.

## Индийская иностранная помощь
Граждане ДРК имеют право на стипендии в рамках Индийской программы технического и экономического сотрудничества и Индийского совета по культурным связям.

## Индийцы в ДРК
В ДРК проживает самая большая индийская община среди всех центральноафриканских стран. По состоянию на декабрь 2016 года в ДРК проживает около 9000 индийских граждан и лиц индийского происхождения. У большинства индийцев в ДРК есть гражданство Великобритании, Канады, Кении и Танзании. Индийское сообщество в основном занято в сфере услуг, а также в бизнесе, торговле и производстве.
Индийские эмигранты в ДРК в основном приезжают из штатов Гуджарат, Керала и других штатов Южной Индии и составляют значительную часть населения. Самая большая индийская община в ДРК — община исмаилитов, насчитывающая около 2000 человек. Индийская общественная организация Congo Hindu Mandal построила индуистский храм в Киншасе.